# کاپائو دا کانوا
کاپائو دا کانوا (به پرتغالی: Capão da Canoa) یک منطقهٔ مسکونی در برزیل است که در ریو گرانده جنوبی واقع شده‌است. کاپائو دا کانوا ۵۴٬۰۵۱ نفر جمعیت دارد.